# Нукулаелае
Нукулаелае (на английски: Nukulaelae) е коралов атол и един от деветте административни окръга на държавата Тувалу. Населението по данни от 2002 г. е 393 души.

## География
Разположен е в южната част на архипелага Тувалу. Състои се от 15 острова (или моту):
| - Асиа - Аула - Фангауа - Фенуалаго - Фетуатаси | - Калилаиа - Кавуту - Мотала - Мотуалама - Мотукатули | - Мотукатули Фолики - Мулитеатуа - Ниуоко - Тапуаелани - Теафатуле | - Теафуафату - Темотулото - Темотутафа - Туилото |

## История
Според местните предания Нукулаелае е заселен от жителите на остров Ваитупу. През 1821 г. островът е открит от американеца Джордж Барет (на английски: George Barrett), кйто му дава името Мичъл (на английски: Mitchell Island) в чест на собственика на кораба Аарон Мичъл (на английски: Aaron Mitchell). През 1863 г. две трети от населението на Нукулаелае е пленено от перуански работърговци, които ги откарват в Перу на острови Чинча.

## Население
През 2002 г. числеността на жителите Нуи е 393 души с главно селище – селото Фангауа.